# Anicio Probino
Anicio Probino (Latín: Anicius Probinus; fl. 395 - 397) fue un aristócrata romano del siglo IV, cónsul en 395, junto con su hermano Anicio Hermogeniano Olibrio, y procónsul de África en 396-397.
También fue, casi con seguridad, padre del emperador Petronio Máximo.